# Hósáná rábá
A hósáná rábá (הוֹשַׁעְנָא רַבָּא hôšăʿnāʾ răbbāʾ ) a zsidó hagyomány szerinti nagy segítségkérés napja.

## A nagy segítségkérés napja
Szukkót hetedik napjának külön elnevezése is létezik, mivel a hagyomány szerint a jom kippurkor lepecsételt kedvezőtlen ítéletet ezen a napon még meg lehet változtatni. A nap (liturgiáját tekintve) hasonló a jom kippuréhoz.

## A hozsannák napja
Ezen a napon a zsidó hagyományok szerint hétszer körbejárva a tóraolvasó asztalt, hozsánnákkal, segélykérő imákkal kiáltanak a vallásos zsidók az Örökkévalóhoz, majd fűzfagallyakat csapnak a földhöz, a bűnök lerázásának szimbólumaként.
Szokás az éjszakát olvasással tölteni, főleg a Tórát és a Zsoltárokat tanulmányozzák ilyenkor.

## Lásd még
- Judaisztikai szakirodalmi művek listája

## Külső hivatkozások
- zsido.hu – Raj Tamás: A sátrak ünnepe Archiválva 2005. augusztus 28-i dátummal a Wayback Machine-ben
- zsido.com – Hayim Halevy Donin: Szukot Archiválva 2007. szeptember 28-i dátummal a Wayback Machine-ben